# Hot Time in Miami
Hot Time In Miami – album koncertowy Elvisa Presleya, składający się z koncertu nagranego 12 lutego 1977 w Hollywood na Florydzie. Wtedy też ostatni raz śpiewał "My Boy" - tylko jedna linijka.

## Lista utworów
1. "Also sprach Zarathustra"
2. "See See Rider"
3. "I Got a Woman – Amen"
4. "Love Me"
5. "If You Love Me "
6. "You Gave Me a Mountain"
7. "Jailhouse Rock"
8. "’O sole mio – It’s Now or Never"
9. "All Shook up"
10. "Teddy Bear – Don’t Be Cruel"
11. "My Boy(tylko jedna linijka) – My Way
12. "Little Sister"
13. "Help Me"
14. "Palk Salad Annie"
15. "Band Introductions"
16. "Early Morning Rain
17. "What’d I Say"
18. "Johnny B. Goode"
19. "Love Letters"
20. "School Days"
21. "Hurt"
22. "Hound Dog"
23. "Funny How Time Slips Away"
24. "Wooden Heart (tylko kawałek)"
25. "Unchained Melody"
26. "Can’t Help Falling in Love"
27. "Closing Vamp"